# اورگووانی
اورگووانی (به مجاری: Orgovány) یک منطقهٔ مسکونی در مجارستان است که در ناحیه کچکمت واقع شده‌است. اورگووانی ۹۹٫۱۹ کیلومتر مربع مساحت و ۳٬۳۶۸ نفر جمعیت دارد.